# Elezioni federali in Canada del 1988
Le elezioni federali in Canada del 1988 si tennero il 21 novembre per il rinnovo della Camera dei comuni.

## Risultati
| Liste                                               | Voti       | %     | Seggi |
| --------------------------------------------------- | ---------- | ----- | ----- |
| Partito Conservatore Progressista del Canada        | 5 667 543  | 43,02 | 169   |
| Partito Liberale del Canada                         | 4 205 072  | 31,92 | 83    |
| Nuovo Partito Democratico                           | 2 685 263  | 20,38 | 43    |
| Partito della Riforma del Canada                    | 275 767    | 2,09  | –     |
| Partito della Tradizione Cristiana del Canada       | 102 533    | 0,78  | –     |
| Partito Rinoceronte                                 | 52 173     | 0,40  | –     |
| Partito Verde del Canada                            | 47 228     | 0,36  | –     |
| Confederazione dei Partiti delle Regioni del Canada | 41 342     | 0,31  | –     |
| Partito Libertariano del Canada                     | 33 135     | 0,25  | –     |
| Partito per il Commonwealth del Canada              | 7 467      | 0,06  | –     |
| Partito Comunista del Canada                        | 7 066      | 0,05  | –     |
| Partito del Credito Sociale del Canada              | 3 407      | 0,03  | –     |
| Indipendenti                                        | 22 982     | 0,17  | –     |
| Altri                                               | 24 516     | 0,19  | –     |
| Totale                                              | 13 175 494 | 100   | 295   |